# Темирова, Муяссар
Муяссар Темирова (узб. Muyassar Temirova; род. 2 февраля 1941 года, Бухара) — узбекский ювелир. В 1972 году удостоена высокого звания «Ўзбекистон халқ рассоми» (Народный художник Узбекистана), а в 1995 году получила звание Герой Узбекистана.

## Биография
Муяссар Темирова родилась в 1941 году в городе Бухаре. Окончив школу в 1959 году, поступила ученицей на золотошвейную фабрику. Её первой учительницей стала народная художница республики Максума Ахмедова. Способная и трудолюбивая, Муяссар успешно овладела техническими и художественными приемами золотого шитья. 
Муяссар являлась одной из ведущих мастериц золотошвейной фабрики Бухары. В 1970 году по заказу республиканского Дома моделей для выставки ЭКСПО-70 в Японии она создала женский золотошвейный комплект. Темирова активно участвовала и непосредственно руководила изготовлением уникального панно к 525-летию Алишера Навои. А также она принимала участие в изготовлении панно мавзолея Исмаила Самани, Минарета Калон, Флага и герба Узбекистана. Муяссар создала позолоченные портреты исторических личностей Узбекистана и принимала участие в пошиве занавесей дворцова «Дружбы народов» и «Туркестан».
С 1972 года Темирова участвует в республиканских и международных выставках, его работы хранятся в музеях и коллекциях республики и за рубежом. В 1972 году была удостоена высокого звания «Ўзбекистон халқ рассоми»(Народный художник Узбекистана).
Творческие работы Муяссар Темировой выставлялись на разных международных выставках, организованных более чем в десяти странах. Её работы во Франции, Германии, США, Италии, Швейцарии высоко оценены специалистами и удостоены дипломов и ценных призов.